# Jazz Thing II
Jazz Thing II is een muziekalbum van de Canadese zanger-gitarist Randy Bachman. Het is uitgegeven via zijn eigen website en later ook bij internetwinkels verkrijgbaar. Het album sluit naadloos aan op zijn eerdere album met jazzballads, Jazz Thing. Het eerste album werd volgespeeld met een hele ris musici, nu beperkt Bachman zich tot leden van de band New Guitar Summit. Het album is opgenomen in The Factory Studio, Vancouver.

## Musici
- Randy Bachman- zang, gitaar;
- Gerry Beaudoin, Jay Geils, Duke Robilard – gitaar
- John Turner – akoestische bas;
- Gordon Grottenthaler – slagwerk;
- Denise McCann en Lovie Elie – achtergrondzang.

## Muziek
| Nr. | Titel                                             | Duur |
| --- | ------------------------------------------------- | ---- |
| 1.  | Exactly like you (Dorothy Fields, Jimmy McHugh)   | 6:03 |
| 2.  | Everybody's cryin' mercy (Mose Allison)           | 6:58 |
| 3.  | Two trains runnin' (Randy Bachman, Denise McCann) | 6:54 |
| 4.  | Closing time (Randy Bachman)                      | 4:55 |
| 5.  | Runaway (Max Crook, Del Shannon)                  | 8:14 |
| 6.  | Your mind is on vacation (Mose Allison)           | 6:01 |
| 7.  | Takin' care of business (Randy Bachman)           | 7:02 |

Takin' care of business is een compositie die voorkomt op het album BTO II en is origineel een hardrocksong, nu dus een bluesy jazzballad.